# Harmony (Nowy Jork)
Harmony – miasto w Stanach Zjednoczonych, w stanie Nowy Jork, w hrabstwie Chautauqua.